# Robert Fleming Rankin

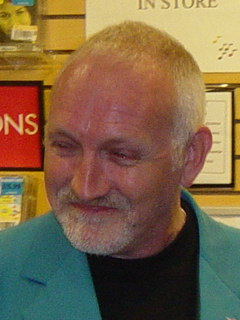
Robert Rankin 2004

Robert Fleming Rankin (* 23. Juli 1949 in Parsons Green, London) ist ein britischer Autor humorvoller Romane.

## Leben
In den späten 1970er Jahren fing er mit dem Schreiben an. Seine Bücher sind eine Mischung von Science Fiction, Fantasy, Okkultem, Großstadtmythen, Running Gags und außergewöhnlichen Charakteren. Viele von Robert Rankins Büchern sind in England Bestseller. In Deutschland ist er bisher weniger bekannt, auch wenn eine Vielzahl seiner Bücher ins Deutsche übersetzt wurden. Seit einigen Jahren veröffentlicht Rankin seine Bücher selbstständig in limitierten und signierten Hardcover-Auflagen via Internet und als E-Books. 
Seine Geschichten spielen meistens in unserer Zeit und unserem Raum, sind aber gemischt mit alten Mythen und modernen Geschichten von Außerirdischen. Es gibt für ihn nicht viele Tabus bezüglich seiner Themen, am allerwenigsten das der Religion. Die meiste Inspiration für seine Bücher findet er in Kneipen, wo die Menschen, auf die er trifft, oder die Geschichten, die diese Leute ihm erzählen, die Saat für seine Geschichten sind. Sein Humor erinnert an Terry Pratchett. Robert Rankin hat es geschafft, in seinem Leben bisher 39 verschiedene Berufe auszuüben, die vom Konzert-Pianisten über Gogo-Tänzer, Tupperware-Verkäufer, Illustrator, Shakespeare-Darsteller bis hin zum Rocksänger und Gartenzwergverkäufer reichen. Das behauptet er zumindest von sich; er gab zu, dass er es liebt, bezüglich seiner Tätigkeiten zu lügen.
1980 hatte seine Karriere einen Tiefpunkt, doch nachdem Terry Pratchett berühmt und erfolgreich wurde, begannen sich auch wieder Rankins Bücher zu verkaufen. 
Er hatte Grafik an der Kunstschule Ealing studiert, ist verheiratet und lebt heute in Sussex.
Das Talent, Geschichten zu erzählen, stammt nach eigenen Aussagen von seinem Vater, der zeitlebens und schließlich sogar auf dem Sterbebett Lügengeschichten auftischte. Die bekannte Romanfigur „Hugo Rune“ ist wesentlich durch Rankins Vater inspiriert, vermischt mit der Person des wohl größten englischen Zauberers Aleister Crowley. Weitere Inspirationen erfährt Robert Rankin aber auch durch die vielfältigen Fragen seines Sohnes, auf die er sich dann eine Antwort überlegen muss.
Am Nachmittag des 18. Dezember hat er schließlich (jedenfalls laut Sproutlore-Fanclub) in Las Vegas seine Freundin Rachel Hayward geheiratet.
Gelegentlich tritt er noch mit seiner Band „The rock gods“ live auf.

## Werke
Die Brentford-Trilogie
- 1981 Der Antipapst ISBN 3-404-24246-7 (The Antipope)B F
- 1982 Die Akte Brentford ISBN 3-404-24247-5 (The Brentford Triangle)B F
- 1984 Jenseits von Ealing ISBN 3-404-24255-6 (East of Ealing)B F
- 1988 Kohl des Zorns ISBN 3-404-24264-5 (The Sprouts of Wrath)B F
- 1997 Das Kettenlädenmassaker ISBN 3-404-24271-8 (The Brentford Chainstore Massacre)B F
- 1997 Nostradamus Ate My Hamster ISBN 0-552-14355-3 F
- 1999 Sex and Drugs and Sausage Rolls ISBN 0-552-14741-9 B
- 2001 Web Site Story ISBN 3-404-24313-7 (Web Site Story)
- 2003 Knees up Mother Earth ISBN 0-575-07649-6 (Gleichzeitig zweiter Band der Chiswick-Trilogie)B F
- 2005 The Brightonomicon ISBN 0-575-07668-2 (gehört genaugenommen ebenso zum Hugo Rune-Zyklus)F
- 2017 The Lord of the Ring Roads (Erstes Buch der allerletzten Brentford-Trilogie)

- 1988 Brentford Trilogy ISBN 0-349-10028-4 (enthält die ersten drei englischen Brentford-Bände)

Anzahl und zum Teil auch Reihenfolge der zur Brentford-Trilogie gehörigen Bücher schwankt je nach Bibliografie, zwei Beispiele: B nach „Brightonomicon“-Klappentext; F nach fantasticfiction.
Da die Bücher aber alle (mehr oder weniger) in Brentford spielen, kann man sie eigentlich getrost alle dazuzählen, wobei die genauere Reihenfolge unklar bleibt.
Außerdem ist „The Sprouts of wrath“ bei Abacus in einer Erstauflage mit alternativem Ende und einem Artwork von Josh Kirby (zeichnete zahlreiche Illustrationen für Terry Pratchett) erschienen, aber kaum noch zu bekommen
The Armageddon Quartet
- 1988 Armageddon, Das Musical ISBN 3-404-24278-5 (Armageddon: The Musical)
- 1991 Armageddon, Das Menü ISBN 3-404-24285-8 (They Came and Ate Us: Armageddon II: The B Movie)
- 1992 Armageddon, Das Remake ISBN 3-404-24292-0 (The Suburban Book of the Dead: Armageddon III: The Remake)

Der Hugo-Rune-Zyklus
- 1993 Das Buch der allerletzten Wahrheiten ISBN 3-404-24201-7 (The Book of Ultimate Truths)
- 1994 Jäger des verlorenen Parkplatzes ISBN 3-404-24204-1 (Raiders of the Lost Carpark)
- 1994 Die größte Show jenseits der Welt ISBN 3-404-24210-6 (The Greatest Show Off Earth)
- 1995 Der wundersamste Mann der jemals lebte ISBN 3-404-24216-5 (The Most Amazing Man Who Ever Lived)
- 2009 Retromancer ISBN 978-0-575-07872-7

The Witches of Chiswick trilogy
- 2003 The Witches of Chiswick ISBN 0-575-07545-7
- 2003 Knees up Mother Earth ISBN 0-575-07315-2 (Gleichzeitig siebter Band der Brentford-Trilogie)

Einzelwerke
- 1995 Der Garten Unirdischer Gelüste ISBN 3-404-24225-4 (The Garden of Unearthly Delights)
- 1996 A Dog Called Demolition ISBN 0-552-14213-1
- 1998 Apocalypso ISBN 3-404-24299-8 (Apocalypso)
- 1999 Starker Tobak ISBN 3-404-24324-2 (Snuff Fiction)
- 2001 Web Site Story ISBN 3-404-24313-7 (Web Site Story)
- 2001 Fandom of the Operator ISBN 0-385-60256-1
- 2002 Die apokalyptischen Schokohasen ISBN 3-404-24336-6 (Hollow Chocolate Bunnies of the Apocalypse)
- 2006 The Toyminator ISBN 0-575-07010-2 (Fortsetzung der apokalyptischen Schokohasen)
- 2006 The Da-da-di-da-da Code ISBN 0-575-07990-8
- 2008 Necrophenia ISBN 978-0-575-07871-0
- 2011 Empires (Comic)
- 2013 Alice on Mars
- 2014 The Divine Commodore
- 2015 I, Robert - The Far-Fetched Autobiography of Robert Rankin

The trilogy that dare not speak its name trilogy
- 1997 Sprout Mask Replica ISBN 0-552-14356-1
- 1998 Der Tanz der Voodoo-Tasche ISBN 3-404-24307-2 (The Dance of the Voodoo Handbag)
- 2000 Warten auf Oho! ISBN 3-404-24318-8 (Waiting for Godalming)

The Victorian Steampunk Series
- 2010 The Japanese Devil Fish Girl and Other Unnatural Attractions
- 2011 The Mechanical Messiah and Other Marvels of the Modern Age
- 2012 The Educated Ape and Other Wonders of the Worlds
- 2013 The Cickens of Atlantis and Other Foul and Filthy Fiends
- 2015 The Abominable Showman

Hörbücher
- 2003 The Antipope  ISBN 1-903362-24-5 (gelesen von Robert Rankin)
- 200? Nostradamus ate my hamster  ISBN 1-84197-368-8 (gelesen von Robert Rankin)
- 2003 Warten auf Oho ISBN 3-7857-1406-8 (Waiting for Godalming / gelesen von Oliver Rohrbeck)
- 200? Fandom of the operator  ISBN 1-84197-475-7 (gelesen von Robert Rankin)
- 2005 The Hollow Chocolate Bunnies of the Apocalypse  ISBN 0-7528-7308-3 (gelesen von Robert Rankin)
- 200? Witches of Chiswick  ISBN 1-84197-823-X (gelesen von Robert Rankin)
- 2003 Knees up mother earth  ISBN 1-84197-825-6 (gelesen von Robert Rankin)

## Auszeichnungen
- British Fantasy Society The Brentford Chainstore Massacre wurde 1997 in der Kategorie Bester Roman nominiert.
- Im SFX magazine gewann Hollow Chocolate Bunnies of the Apocalypse 2003 den Preis für den besten Roman.